# 今市の戦い
今市の戦い（いまいちのたたかい、慶応4年閏4月20日 - 5月6日（1868年6月10日 - 6月25日））は、戊辰戦争における戦いの1つ。日光街道と会津西街道（日光口）との結節点である今市宿の掌握をめぐる、新政府軍と旧幕府軍及び会津軍との戦い。
宇都宮城の戦いにおいて敗北した大鳥圭介率いる旧幕府歩兵は、会津藩領に入り補給及び山川大蔵（後の浩）率いる会津軍増援部隊を得た。彼らは閏4月20日及び5月6日に今市宿の占領を試みたが、板垣退助率いる新政府軍によって却って損害を蒙り、会津西街道を北上し小佐越（現在の日光市小佐越）周辺に陣地を築き防衛に入った。5月15日の上野戦争・5月22及び23日に渋沢成一郎指揮下の振武軍が敗北した飯能戦争と並んで、関東地域が新政府の管制下に入る結果をもたらした。

## 背景
今市宿（現在の日光市今市）は江戸と日光を結ぶ日光街道、会津若松へ続く会津西街道、高崎へ続く日光例幣使街道、奥州街道の宿場町大田原宿へ続く日光北街道の集まる交通の結節点だった。
慶応4年4月23日（1868年5月15日）、宇都宮城の戦いで敗北した大鳥圭介率いる旧幕府歩兵は、初期の目標であった徳川家康の霊廟・日光山での新政府軍との決戦を意図し25日に日光へ到着したが、日光には留まらず今市から会津西街道に進路を取り閏4月5日、会津藩領の田島に到着した。これは一説には板垣退助の依頼を受けた台林寺住職厳亮による、東照宮を戦場にしないための説得があったとされ、これを顕彰する板垣の銅像も日光東照宮近くに存在する。しかし老中板倉勝静による同様の説得があったとする説、秋月登之助による助言があったという説、さらにその後の行動から、会津藩・仙台藩を含む反新政府目的の一斉軍事行動計画の一環とする意見もある。
田島にて土方歳三ら負傷兵を療養のため会津藩へ残し、補給及び山川率いる会津の援軍を得た旧幕府歩兵は、再び日光街道まで南下し関東地域における軍事行動に就くこととなった。これに対して新政府軍は、4月29日に大鳥軍を撃退した板垣退助指揮下の土佐藩兵が、総督府からの閏4月4日付の命令で日光の守備を彦根藩兵と交代して、単独で今市に集結して会津西街道からの旧幕府軍の侵入を阻止する態勢を取った。 日光・今市方面の新政府軍の兵力は今市の土佐藩兵10小隊と砲隊の500余名、日光守備の彦根藩兵700名という状態であり、彦根藩は斥候を会津西街道の隘路口周辺に派遣して土佐藩兵に協力した。
山岳地帯を後背にしている旧幕府軍は持久を重ねれば重ねるほど補給に悪影響を及ぼす状況であった。特に大鳥麾下の部隊はいわゆる客兵であり、人的補給の手段を取れない状態にあった。一方の新政府軍は平野内で補給を行っていたため、旧幕府軍とは対照的に円滑な補給が可能であった。また、参謀伊地知正治が白河方面へと移動するのに際して、土佐藩兵と共に日光を守備していた鳥取藩兵は江戸に引き上げていた。そのため、土佐、彦根の両藩は後方部隊を日光・今市方面に派遣し、閏4月22日には土佐藩兵1小隊が江戸から今市へ向かった他、翌23日には彦根藩1個中隊が江戸を出発して日光の守備の増強に充てられた。　
このような状況下で、大鳥が万難を排して藤原口へ攻勢をとったことは新政府軍にとって重大な脅威であり、宇都宮戦争を経て勢力圏に収めた関東平野に対する攪乱であった。当時の江戸では彰義隊が活発に活動しており、房総方面の徳川義軍府が殲滅されていたものの、大鳥軍の側面に展開していた旧幕府軍は東山道軍主力の半部を那須平原に吸収しており大鳥軍主力の策動を簡単にしていたのである。新政府軍と旧幕府軍双方には複雑な事情が錯綜していた。　

## 前哨戦

### 大桑村方面の戦闘
新政府軍は毎日1小隊ずつを大桑村付近の隘路の入り口に派遣して、警戒していた。閏4月17日に至って前夜に高徳や小佐越に数百名の敵が進軍したとの報告があった。翌18日に、この警報を受けて斥候を大桑に派遣したところ、敵軍が出撃したという通報を得て土佐藩は九番隊を先発させ、続けて3小隊を会津西街道の本道から、また1小隊を間道から進軍させて旧幕府軍を急襲する計画で迎撃に向かった。土佐藩は彦根藩にも敵襲を知らせ、彦根藩は増援として3小隊を今市北北西の小百を経て大桑に出撃させた。　
旧幕府軍主力の出撃を考慮して迎撃態勢を整えた新政府軍であったが、旧幕府軍は僅か50名程度で大桑に進入した。待ち構えていた土佐藩九番隊は直ちにこの小部隊を攻撃した。旧幕府軍は不意打ちに狼狽して潰走した。土佐藩兵は深追いせずに大桑から今市に引上げた。一方彦根藩兵は銃声を聞いて前進したが既に戦闘は終結しており土佐藩兵とともに今市に帰陣した。本戦闘は小規模であったが、土佐藩兵にとっては久方ぶりの戦闘であり士気を高揚させることになった。　

### 栗原、柄倉付近の戦い
閏4月19日に、新政府軍は鬼怒川渓谷の隘路口内部の小佐越を奪取するべく土佐、彦根藩兵が申し合わせた上で土佐藩3小隊、彦根藩2小隊が今市を出発して栗原に向かった。旧幕府軍は閏4月14日に田島を先発した第三大隊の一部が16日に小佐越に到達し、一部が柄倉を占領した。また、高徳は貫義隊と城原新九郎の寄合組朱雀隊が占領していた。旧幕府軍は19日に大桑の新政府軍を攻撃しようと1小隊を柄倉に、1小隊を栗原に進入させ、他の1小隊で大桑に向かおうと前進していたところ栗原付近で新政府軍と遭遇し戦闘が開始された。　
戦闘は当初新政府軍が優勢で、しばらくすると大鳥軍2小隊は栗原から柄倉へと退却した。新政府軍は追撃して柄倉方面へ向かおうとしたが、突如ラッパ、鼓笛の音と共に鬼怒川対岸の高徳方面から砲撃を受けた。さらに正面の山上からは猟師隊の射撃を受けることとなった。猟師隊は大鳥軍が付近の猟師を組織して配備したものであり、装備は火縄銃であるものの射撃に熟練していた。新政府軍は対岸からの砲撃と山上からの銃撃に苦戦し栗原まで撤退した。旧幕府軍はこの機に乗じて高徳から鬼怒川を渡河して大桑に向かい、新政府軍の退路の遮断を企図した。
新政府軍は敵の前進に直ちに対応し、大桑保持の為に土佐、彦根藩各1隊を大桑に急行させた。大桑は既に旧幕府軍が侵入していたが、激戦の末に大桑を占領し敵を大桑村から追い出したものの、追撃を行う余力はなかった。一方撤退していた新政府軍本隊は、栗原から大桑に退却する最中に土佐藩四番隊を路傍に埋伏させて追撃を待った。旧幕府軍は栗原、大桑に駐屯していた兵を併せて追撃して来たが、待ち伏せしていた土佐藩四番隊の一斉射撃に驚き、隊形を整えてから戦闘に移行しようとしていた。この間に新政府軍は大桑に撤退し、旧幕府軍は伏兵に懲りて慎重に追撃した。友軍不利の通報は今市の新政府軍本営に届き、土佐藩は3小隊と砲隊が増援に向かい、彦根藩も1小隊を小百に出撃させた。これらの部隊は大桑に入り撤退していた友軍と合流した。旧幕府軍は徐々に前進して板穴川の線まで達したが、ここで新政府軍は増援の兵を展開して、土佐藩砲隊が放列を敷いて砲撃を開始した。さらに撤退していた友軍もこれに加わって猛烈な射撃を行ったため、旧幕府軍は南岸から北岸まで追い返され、新政府軍の砲撃も命中弾が増加したため退却を開始した。
この戦闘で新政府軍の被害は土佐藩兵が戦死1名、負傷者4名であり彦根藩兵の被害は無かった。一方旧幕府軍は戦死2名、負傷者11名の損害を出した。敗北した旧幕府軍は全ての部隊を小佐越に後退させ、新たに到着した第二大隊から1小隊を柄倉の守備に充てた。

## 今市の戦い

### 第一次今市の戦い
閏4月18日に大鳥圭介は第二大隊を率いて田島を出発し、20日に藤原に到着して同地を本陣とした。ここで副総督の山川大蔵と合流し、大鳥は進軍して小佐越に到着して諸隊長と会見した。会見で翌21日を期して今市を攻撃することが決定され、その作戦計画が立案された。作戦計画では、第三大隊の1小隊と貫義隊が今市東南東の大沢から今市に向かって攻撃し、第三大隊の主力は小百に出でて、同大隊の御料兵が小百西南西の高百付近の高地を占領して日光方面を警戒して、第三大隊主力の側面を援護させ第三大隊主力は小百から山地を超え、山地南側の瀬尾に出て大谷川を渡河して日光街道に至り、東面して今市を攻撃し一部が日光街道に留まって日光から増援するであろう新政府軍を阻止するという攻撃計画であった。本攻撃計画では第二大隊の第七連隊や会津藩兵は全く言及されていない。
閏4月21日、旧幕府軍及び会津軍は兵力を2つに分け日光街道の東西両方向から今市へ攻撃を始めた。先発の部隊は払暁に小百に至り、午前4時頃に予定通り2道に分かれて前進した。先ず大沢口から攻め入った山川副総督率いる部隊は、攻撃開始時の打ち合わせもしていなかった為後方部隊よりも早く今市前方に達して攻撃を開始する形となった。この時後方部隊3小隊はまだ大谷川を渡っておらず、大沢口方面の銃砲声を聞いて急いで攻撃に移ったが、この時既に大沢口方面の部隊は撃退されつつあり銃声は次第に止んでいった。旧幕府軍は攻撃の時機を完全に逸してしまった。後方部隊は尚も攻撃前進したが、土佐藩兵は兵力を増強し抵抗は時間を追うごとに強烈になり旧幕府軍の死傷は続出した。ここで旧幕府軍は3小隊程度では今市の攻略は不可能である事をようやく認識し、攻撃を断念して小百に敗走した。
この日土佐藩は敵襲を情報によって予知していたが、警戒態勢を取ってはいなかった。21日早朝に大沢道方面は三番隊が当番で警戒しており、警戒中に突如攻撃を受けた。三番隊隊長小笠原謙吉はすぐに事前に構築してあった胸墻陣地に籠って奮戦したが旧幕府軍は増加する一方であった。また、旧幕府軍は砲を有しており、砲撃も新政府軍苦戦の要因であった。土佐藩は銃声が激しくなってきたことから臨機に増援を派遣してこの危機を打開した。先ず控えの五番隊が一番早く準備を完了させ、三番隊の左翼に連繁して射撃を開始した。敵は依然優勢であり、土佐藩はさらに八番隊と断金隊が増援して三番隊の右に展開した。しかしこれでもまだ敵軍を制圧するには至らなかった。この危機を打開したのが四番隊隊長であった谷重喜である。谷は部下の集合が遅いことに立腹して半数の兵が集まった段階で前線に急行した。この時両軍は射撃戦の最中で、胸墻陣地によって射撃している土佐藩兵に情勢は有利であったため互角の戦況となっていた。谷率いる四番隊半隊は大沢堂右側の道を急速に前進して森林に入り、旧幕府軍の左側面に不意に現れて射撃した。精強な大鳥軍もこの奇襲攻撃には為す術もなく遂に敗退して、砲も放棄して逃走した。土佐藩兵はこれを森友村まで追撃した。
大沢道方面の旧幕府軍を撃退した後、今度は西正面の日光街道方面で戦闘が展開された。西正面は土佐藩九番、十番隊が担当しておりここにも胸墻陣地が有ったが守備部隊が当初2隊のみであった為苦戦した。この方面の旧幕府軍の一部は白兵突撃を敢行したが、これは胸墻手前で撃退された。西正面には支藩の斉武隊と四番隊半隊が来援したため旧幕府軍の陣地攻略は困難になった。さらに北村重頼率いる砲兵が来援し、後方から臼砲による砲撃を行った。土佐藩の増援は尚も送り込まれた。予備隊として控えていた一番、十二番の両隊が他の守備兵等を伴って旧幕府軍左翼に半包囲攻撃を展開したが、そこに最後の予備部隊であった七番隊と東正面から引き返した八番隊が加勢した。その結果西正面の新政府軍兵力は7小隊半と砲隊と優勢に転じ、後退する敵を大谷川を渡って山裾の江久保まで追撃して今市に凱旋した。
この戦闘で土佐藩兵は戦死3名、負傷者12名の被害を出した。旧幕府軍の損害は戦死6名、負傷者18名であった。この日の戦闘は板垣は壬生に出張して不在であった時に行われており、指導は片岡源馬、谷干城、祖父江可成の共同であった。
板垣は周囲の新政府側戦況の悪化を鑑み今市周辺に防御陣地を構築し、今市で旧幕府軍を迎え撃つ体制作りに着手した。新政府軍が防戦に専念した結果、今市は臨時の要塞と化しつつあった。

### 第二次今市の戦い
5月6日、旧幕府軍は一斉攻撃を始めた。今回は第一次攻撃の失敗を教訓として、第二大隊と第三大隊及び会津藩兵からなる600名を主力として今市の東から攻撃を行い、少数部隊が高百に位置して日光方面の彦根藩兵を警戒するほか、他の一部隊が今市北北東の茶臼山から牽制して主力部隊の攻撃を容易にするという作戦の下での攻撃であった。旧幕府軍は今市東南東の森友を本部として、会津藩朱雀三番寄合組隊が右翼を、第三大隊が中央に、会津藩朱雀二番士隊が左翼に展開して今市東端の新政府軍陣地に向かって攻撃前進した。一方第二大隊は予備として森友に留まった。
今市の守備を担当していた新政府軍(土佐藩)の兵力は、当初は東正面の警備を担当していた一番隊と十一番小隊及び砲1門のみであった。しかし次第に増援を回し右翼に十番隊が到来して旧幕府軍を側撃しようとしたが、これは旧幕府軍左翼隊に遮られたため目的を達成することができなかった。その後次々と土佐藩の他部隊が来援し、胸墻陣地内部で頑強な抵抗を6時間ほど行った。旧幕府軍は予備の第二大隊も参戦して猛攻を加え、堡塁の手前まで到達したが臨時の要塞と化した陣地から土佐藩兵は激烈な射撃を放って陣地内に旧幕府軍の侵入を許さなかった。
戦況がこのように激化するまでの間土佐藩兵は以下のような苦境に置かれていた。今市を守備していた土佐藩兵は、本国から来た新来の援軍が全て宇都宮警備に回された上、二番隊と六番隊は傷病者を江戸に護送して未だ帰還していないという状態であった。しかし江戸から急使が派遣され、新たに土佐本国から2小隊と砲兵一隊が江戸に到着し、これを直ちに今市に派遣すると同時に二番隊と六番隊も速やかな帰還が命じられた。さらに宇都宮警備に派遣された十三番隊も今市の情勢が剣呑である事を考慮して5月3日に今市に帰着した。このため今市の土佐藩司令部は本国から江戸に派遣された新部隊に対して、直接今市に来ずに一旦宇都宮に赴き、宇都宮の警備隊に連絡して敵状を確認してから今市に来るように命じた。従ってこの部隊の今市到着の予定は第二次戦闘が行われた6日の予定であった。本戦闘の前日夜に、土佐藩兵は敵兵が今市北東の芹沼に出現したという情報を基に、各兵に警戒を厳重にさせると同時に宇都宮方面から来援する予定の部隊に対して、「明日6日の正午ごろに到着するように行軍せよ。かつ今市東方で敵軍と遭遇することを想定せよ。」との指令を出した。また、守備隊の各隊長には
、翌日の敵襲を予期して宇都宮から来援する部隊と挟撃するため、旧幕府軍の攻勢を受けた正面では少なくとも正午までは持久戦を展開し、濫りに攻勢を仕掛けることなく、宇都宮から援軍が到着して挟撃の体制が完了した際に激しく敵を攻撃して殲滅を期するという厳命を伝達して敵襲を待った。旧幕府軍は前夜の土佐藩の想定通りに東正面から大挙襲来したため、板垣はかねてからの計画通りであると藩兵を鼓舞して配置に付かせると同時に、日光守備の彦根藩兵にも敵襲を通報した。
新政府軍は予定通り堡塁について防戦に専念したが、東正面の大鳥軍は全兵力を駆使して猛烈な攻勢を取った。特に第二大隊の指揮官である大川正次郎と滝川具綏は抜刀して先頭に立ち、堡塁50歩手前まで肉薄するほどの奮戦をした。土佐藩兵の猛烈な射撃でこれらの攻勢もそれ以上は肉薄できなかったが、東正面の土佐藩兵は当初3小隊と増援半隊と砲1門のため苦戦著しかった。土佐藩は1隊と北西警備の北村重頼包隊の臼砲が来援したが、これも大鳥軍の攻勢を阻むには至らず押されがちであった。
正午近くに日光方面の彦根藩兵2小隊が土佐藩の増援の為に今市西口に到着し、1小隊が所野から高百に向かって直接日光の警戒を実施すると同時に敵軍が今市西口方面に攻勢を仕掛けて来る場合を想定して警戒に当たった。苦戦している土佐藩兵は正午に至っても宇都宮方面からの援軍が到着せず、板垣総督は作戦計画を変更することを決断した。即ち、西口の守備を彦根藩兵に任せ、同地を守備していた八番隊半隊と予備隊として控えていた断金隊を合わせた1小隊半の兵力で、今市南口の平ケ崎から山地を伝って東南に迂回し、千本木の南方に出て敵の左背面を攻撃させ、この迂回部隊に連携して西正面の七番隊が土佐藩兵右翼と迂回部隊の中間から敵兵を攻撃するという計画である。また、北正面では茶臼山と瀬尾付近の旧幕府軍が大谷向付近に現れたため北村砲隊が砲撃したが、敵軍は渡河しなかった。板垣は西口守備の斉武隊も東口に増援させた。
土佐藩迂回隊が所定の配置についた時、時刻は午後二時頃であり、迂回隊の攻撃開始と同時に山地元治指揮下の七番隊が出撃し、ここに大鳥軍左翼は完全に新政府軍に包囲された。この時森友の大鳥軍司令部の予備兵力は皆無であり、本部の10数名がいるだけで救援の兵は一兵も無かった。たちまち攻守は逆転し、土佐藩兵の包囲攻撃によって大鳥軍左翼はあっという間に内曲的に後退させられ、土佐藩兵が大鳥軍左翼の包囲を形成するに従って更なる内曲後退を強いられた。また、土佐藩兵左翼を構成していた北正面守備の三番、四番隊は十三番隊の援護によって直角に正面転換して東正面の旧幕府軍を半包囲するように攻撃前進した。ついに大鳥軍はその両翼が包囲されたのである。
大鳥軍の前面が敗退必至の状態となっている最中に待望の宇都宮方面からの新政府軍増援部隊が到着した。この増援部隊は6日早朝出発を予定していたところ、宇都宮警備の十四番隊から共同参戦を申し出られ、また道案内を出す代わりに宇都宮藩も一隊を出兵することになった為出発が遅れた。また、宇都宮ー今市間の道は連日の降雨で状態が悪く急行が困難であった。このように進軍に難航しながらも午後三時ごろに大鳥軍本営がある森友東方に到達した。戦闘に間に合った増援部隊は土佐藩十四番隊と信頼の十五番隊、及び宇都宮藩1隊であった。この増援部隊は大鳥軍司令部を背面から急襲した。大鳥軍本営は司令部要員しかおらず、大鳥達は森林に身を避けたところ今度は別の新政府軍に攻撃され、辛うじて離脱して小佐越まで潰走した。
大鳥軍司令部が潰走していた頃、大鳥軍の戦闘部隊も敗北が決定的な状況に追い込まれていた。両翼が包囲された上、正面の土佐藩兵が攻勢に移転したことで後退に後退を重ねながら次第に統率を喪失し、ついに潰乱して敗走した。さらに背面からは宇都宮からの新政府軍増援が表れたため潰乱の度合いは高まり、収拾不可能な状態となって個々の兵士が大谷川を渡って鬼怒川渓谷を高徳、柄倉、小佐越方面に敗走した。新政府軍は千本木を迂回した土佐藩兵の参戦に引き続いて、七番隊が猛進してからは全く土佐藩兵の有利に形勢が進み堡塁の外に出て、迂回部隊と七番隊とが連携して潰走する旧幕府軍を追撃して森友に達した。ここで宇都宮からの援軍と合流した。
ここに第二次今市の戦いは終結した。官軍の損害はこの日の土佐、彦根、宇都宮の各藩の報告がなく不明である。一方旧幕府軍の被った損害は恐るべきものだった。旧幕府軍は戦死者だけで20名余り、戦死傷の合計は123名に達した。この損害は当時としては極めて甚大であり、特に戦死傷58名と最大の損害を出した第二大隊は8小隊の編成であったのを、半分の4小隊とせざるをえなくなった。板垣退助のとった迂回隊を編成して敵の左側側面を攻撃するという決断は完璧な攻勢防御であり、今まで鬼怒川渓谷の隘路から攻勢をとって出撃して来た大鳥軍は、この第二次今市の戦い以後、壊滅的な損害を受けて今市を奪取するという計画を破棄して鬼怒川渓谷で防御態勢に入らざるを得なくなった。旧幕府軍の兵員の消耗は補充の手段がなく、大鳥軍は本戦闘以後縮小の一途を辿ることになる。

### その後
5月1日、白河口では伊地知正治率いる新政府軍が勝利し白河城を再び新政府の管理下に置いた。板垣は兵700を率い白河の新政府軍に合流し会津西街道での戦いは後続の佐賀藩兵に任せた。白河口では平潟から上陸した新政府軍との協同作戦が進行し、現在の福島県の中通り及び浜通りは新政府軍の支配下となった。一方、会津西街道では藤原の戦いで新政府軍が敗北し、山間の隘路という条件もあり会津西街道の戦線は停滞した。

## 影響
今市の戦いで新政府軍を率いた板垣は拠点防衛を的確に行い戦いを優勢に進めた。一方、旧幕府軍の大鳥と会津軍の山川は連携に問題があり、当初持っていた優勢な兵力を生かせず逆に敗北によって会津西街道を新政府軍の進撃路の1つに変えた。
関東内に軍事力を保持し新政府軍の東北地域への攻勢を困難にすることに及び、東北からの旧幕府・列藩同盟勢力の南下を容易にするという旧幕府軍側の戦略は、旧幕府軍・会津軍の損害によって達成不能に陥り、会津西街道を確保する防衛体制へ移行することになった。これによって新政府に兵力の余裕が生じ、新政府軍は戦力過少に直面していた白河口への兵力増員が可能となった。彰義隊・振武隊が敗北し更に兵力に余裕の出た新政府は、蒸気船を用いた上陸作戦を敢行し戦局を更に有利に進めた。